# Rittmeister Wronski
Rittmeister Wroński – niemiecki film w reżyserii Ulricha Erfurtha wydany w 1954 roku, na podstawie powieści Michaela Soltikowa Rittmeister Sosnowski, opartej na losach Jerzego Sosnowskiego. 

## Fabuła
Krótko po 1933 roku: polski szpieg rotmistrz Igor Wroński w Berlinie osiągnął najwyższe szczeble niemieckiego Ministerstwa Obrony. Młoda Liane jest sekretarzem w Ministerstwie Wojny i kochanką Wrońskiego. Najważniejszą osobą jest jednak Leonore von Cronberg, siostrzenica pułkownika Ranke. Przekazuje mu tajne dokumenty. Polacy negocjujący pakt o nieagresji mają jasny obraz planów obronnych Niemców. Wierzą, że są bezpieczni i podpisują pakt.